# АМБА (мультфильм)
«А́МБА» — фантастический двухсерийный российский мультипликационный фильм 1994—1995 годов. Входит в незаконченную фантастическую мультипликационную сагу под рабочим названием «Звёздный мир», вместе с мультфильмами «Вампиры Геоны».

## Сюжет
Инспектор Янин и его помощник Макс получают задание встретить на своём звездолёте «Антал» посланницу из системы Карнак, поскольку они находились ближе к ней. Этой посланницей оказалась девочка Юля, что поначалу привело инспектора в недоумение.
Юля передаёт своим новым знакомым сообщение-голограмму, в котором рассказывается о планете АМБА-1 (Автоморфно-биоархитектурный ансамбль), представляющий собой пригодный для жизни посёлок, выращенный из биомассы профессором-биоархитектором Харпером. Спустя некоторое время был создан проект АМБА-2 на планете Мирра. Управлял биомассой генетически модифицированный мозг пса Юли, Рекса, серьёзно травмированного при аварии. По непонятным причинам связь с Миррой прервалась, что и предстоит выяснить. Янин и Юля улетают на разведботе «Ястреб» на Мирру, а Макс остаётся на «Антале».
По прибытии на планету Янин обнаруживает, что атмосфера сильно загрязнена и непригодна для жизни. Затем он ощущает сильные галлюцинации, после чего «Ястреб» оказывается в недрах биомассы, которые внешне напоминают зал. Юля слышит чей-то мужской голос и догадывается, что это Рекс. В зале гостей планеты встречают несколько двойников Харпера. Вдруг Янин и Юля подвергаются нападению мутаций, которых останавливают двойники. Рекс говорит, что это не его вина.
Потерявший с Яниным связь Макс прилетает на Мирру и выясняет, что на ней большое количество кремния. Выйдя из звездолёта, он подвергается нападению существ-мутантов. Макс отбивается и убегает обратно в «Антал», после чего с ним разговаривает Рекс, а затем Харпер, принявший совершенно необычный вид: от него осталась только голова, из которой торчало множество щупалец. Макс сначала предполагает, что это последствия мести Рекса, но Харпер опровергает это и сообщает, что Рекс спас его жизнь.
Тем временем Рекс рассказывает Янину и Юле, что произошло с Миррой. Поначалу всё шло нормально, как вдруг планета подверглась мутациям, в которых были повинны кремниевые вирусы. Позже Рекс научился отфильтровать положительные мутации. Однако рост городов разбалансировал гравитационное поле планеты, что привело к активности светил и вспышке радиации. Харпер получил смертельную дозу радиации, и Рексу пришлось спасать его таким же образом, как Харпер спас его: из тканей тела учёного Рекс создал двойников, а голову поместил в автономную систему жизнеобеспечения, в надежде на то, что её пересадят в тело двойника земные хирурги.
Всё разузнав, земляне улетают в обратный путь. На прощание Рекс обещает Юле вырастить города и побегать с ней по лужайкам. Харпер признаётся, что это он чуть ли не погубил землян от радости, поскольку ему не терпелось, чтобы они поскорее попали в зал, а биомассой он управлять ещё не научился. Тут Янин замечает, что Мирра летит за ними. Юля радуется тому, что в Солнечной системе будет ещё одна планета. Харпер говорит, что в свой проект АМБА он заложил ещё один смысл — конец технологической цивилизации. Инспектор допускает мысль, что нахождение рядом планеты, значительно превышающей в развитии Землю, может принести трудности. Но Харпер предполагает, что в подпространство планета уйти не сможет, а лететь до Земли она будет тысячи лет, что даст возможность землянам подготовиться к встрече.

## Производство
Литературной основой мультфильмов послужил рассказ самого Тищенко «Девочка с Марса». Режиссёр и автор идеи вспоминал, что на создание технологии «АМБА» его вдохновило полученное им архитектурное образование и фантазии о том, как должно проходить терраформирование. Режиссёр планировал продолжить историю третьей серии, работал над сценарием, но до съёмок так и не дошло. 

## Над фильмом работали
- Автор сценария и режиссёр: Геннадий Тищенко
- Художники-постановщики: Геннадий Тищенко, Т. Арешкова, А. Ерёмин
- Оператор: Владимир Милованов, Эрнст Гаман
- Композитор: Семён Сон
- Звукооператор: Олег Соломонов
- Роли озвучивали:
  - Всеволод Абдулов — инспектор Янин, зритель в аудитории на лекции Харпера
  - Людмила Гнилова — Юля
  - Александр Лущик — Макс, Харпер, Рекс
  - Рогволд Суховерко — глава Космоэкологической комиссии Новицкий, голос за кадром